# Ljetna palača u Pekingu
Ljetna palača (kineski: 頤和園; pinyin: Yíhé Yuán, što znači "Vrtovi njegovanog sklada") je kompleks građevina s palačom u vrtu kojim dominira Dugovječno brdo (60 m visine) iznad vještačkog jezera Kunming, sjeverozapadno od središnjeg Pekinga. Palača ima površinu od 2,9 km², od čega su tri četvrtine pod vodom. 
God. 1998., Ljetna palača je upisana na UNESCO-ov popis mjesta svjetske baštine u Aziji i Oceaniji kao "remek-djelo kineskog dizajna krajolika gdje se prirodni krajolik brda i otvorenih voda kombinira s vještačkim tvorevinama poput paviljona, dvorana, palača, hramova i mostova, pri čemu je nastao skladan sklop izvanredne estetske vrijednosti".

## Povijest
Kad je car dinastije Jin, Wányán Liàng (1122. – 1161.), premjestio svoju prijestolnicu u područje Pekinga, dao je izgraditi "Palaču zlatnog brda" na mjestu gdje je danas Ljetna palača. Za dinastije Yuan, brdo je preimenovana u "Vrč brdo" (Weng Shan), zbog legende kako je unutar brda pronađen vrč s blagom. Nadalje, prema istoj legendi, gubitak tog vrča se podudarao s padom dinastije Ming.
Car Qianlong iz dinastije Qing (1644. – 1911.) je naručio izgradnju carskih vrtova 1749. godine, i Brdo dugovječnosti je dobilo današnji oblik tri godine poslije. Ljetna palača, tada poznata kao "Vrt jasnog mreškanja" (清漪園, Qīngyī Yuán), otvorena je 1752. godine, na 60 rođendan careve majke.
Ljetna palača je pretrpjela dva velika pustošenja, prvo tijekom Anglo-francuske invazije 1860. godine, kada su ovi potpuno uništili i opljačkali Staru ljetnu palaču, te drugo Saveza osam država 1900. godine tijekom Bokserskog ustanka. Za razliku od Stare ljetne palače, Ljetna palača je preživjela i obnovljena je 1902. godine, tada je i dobila ime "Vrtovi njegovanog sklada" (Yíhé Yuán). Ljetna palača je služila kao ljetnikovac carice Cixi, koja je iskoristila 30 milijuna taela srebra za njezino proširenje i uređenje; novac koji je bio namijenjen za kinesku mornaricu.
Danas je Ljetna palača popularno turističko odredište i rekreacijski park.

## Odlike
Središnje Kunming jezero, površine 2,2 km², je u potpunosti iskopano, a iskopano tlo se iskoristilo za gradnju Brda dugovječnosti. Na Brdu dugovječnosti se nalazi više građevina organiziranih u nizu, tako da je sprijeda ispunjeno paviljonima, palačama, vrtovima i drugim klasičnim građevinama, dok straga dominira prirodna ljepota krajolika.
Dizajneri krajolika dinastije Qing su uspjeli u vrtu palače ostvariti stilove različitih palača iz cijele Kine. Tako je jezero Kunming je iskopano kako bi se imitiralo Zapadno jezero u Hangzhou.
Od građevina na južnoj strani Brda dugovječnosti nalaze se: Dvorana raspršivanja oblaka, Hram budističke vrline i Hram mudrosti mora koji je uokviren različitim drugim građevinama. U središtu Hrama budističke mudrosti nalazi se pagoda koja je vizualno središte za sve ostale građevine. Pagoda je visoka 41 m, s 20 m visokim kamenim podnožjem i katovima na snažnim drvenim stupovima.
- Mramorni brod
- Most sedamnaest lukova
- Paviljon kod mosta
- Most pojasa žada
- Hram Budističke vrline
- Dugi hodnik (728 m) ispunjen s 14.000 slika
- Dvorana dobročinstva i dugovječnosti
- Brončana skulptura Qilina (kineski jednorog)
- Ukrašena Paifang vrata
- Ulica Suzhou u ljetnoj palači

## Vanjske poveznice
- Službena stranica Ljetne palače  Arhivirana inačica izvorne stranice od 6. kolovoza 2011. (Wayback Machine) (engl.)